# Francisco Pizarro

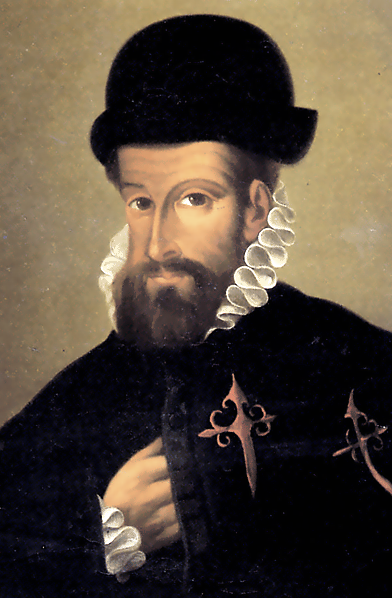
Francisco Pizarro, Ölgemälde eines unbekannten Künstlers (um 1540)

Francisco Pizarro González (* 1476 oder 1478 in Trujillo, Extremadura, Spanien; † 26. Juni 1541 in Ciudad de los Reyes, dem heutigen Lima, Peru) war ein spanischer Conquistador, der zusammen mit seinen drei Halbbrüdern und seinem Partner Diego de Almagro das Reich der Inka eroberte.

## Leben

### Herkunft
Pizarro war der uneheliche Sohn des Hauptmanns Gonzalo Pizarro. Er wuchs bei seiner Mutter, einer Dienstmagd, in Trujillo auf. Väterlicherseits hatte er drei Halbbrüder: den ehelich geborenen Hernando sowie Gonzalo und Juan. Außerdem hatte er einen Halbbruder mütterlicherseits, Francisco Martín de Alcántara. Alle vier Brüder folgten ihm später nach Amerika. Pizarro arbeitete auf den Feldern; er hat nie Lesen und Schreiben gelernt.

### In der Karibik

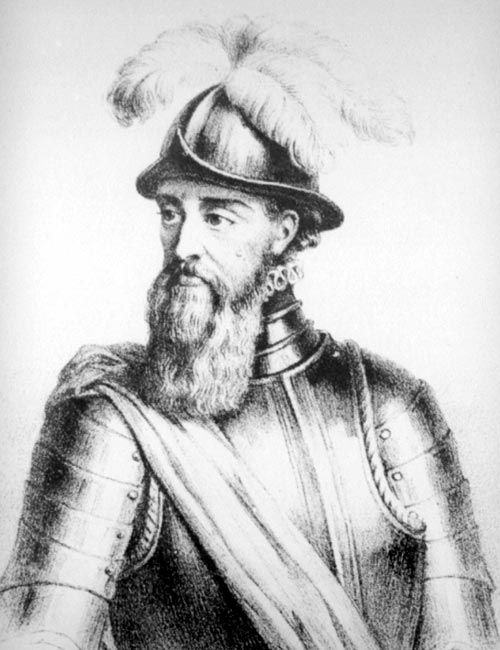
Francisco Pizarro

Im Alter von 19 Jahren verließ Pizarro das heimatliche Trujillo. Von seinen nächsten Jahren ist wenig bekannt. Im Jahr 1502 kam er in die Neue Welt und blieb bis zum Jahr 1509 auf der Insel Hispaniola. Er war an Kämpfen gegen die Taíno-Indianer beteiligt. Im Jahr 1509 nahm er an einer Expedition des Alonso de Ojeda an die Karibikküste des heutigen Kolumbiens teil. Ojeda gründete am Golf von Urabá die Siedlung San Sebastián, aber Hunger, Krankheiten und feindliche Indianer dezimierten die spanische Expedition. Schließlich fuhr Ojeda nach Santo Domingo zurück, um Hilfe zu holen, und ließ die Siedler unter Pizarros Kommando zurück. Pizarro hielt befehlsgemäß fünfzig Tage aus. Als Ojeda nicht zurückkehrte, machte er sich mit seinen Männern auf die Rückfahrt. Dabei begegnete er der Expedition des Martín Fernández de Enciso und schloss sich ihr an. Nach einer Meuterei übernahm Vasco Núñez de Balboa das Kommando über Encisos Expedition und gründete eine Siedlung in Darién.
Im Jahr 1513 nahm er an Balboas Expedition über den Isthmus von Panama teil, bei der sie als erste Europäer westwärts den Pazifischen Ozean erreichten. Pizarro wurde 1519 Bürger der am Pazifik gegründeten Stadt Panama und erwarb sich dort als Bürgermeister und Encomendero Ansehen und ein kleines Vermögen.

### Erkundungen am Pazifik
Im Jahr 1522 gab es vage Gerüchte über ein reiches Land mit Namen Biru weiter im Süden. Vermutlich erfuhr Pizarro auch von der Eroberung des Aztekenreiches durch seinen entfernten Verwandten, Hernán Cortés. Pizarro schwebte für sich Ähnliches vor. Zwei Jahre später (1524) schloss er mit Diego de Almagro und dem Priester Hernando de Luque einen Vertrag, um gemeinsam dieses Land zu finden.
Im November 1524 brach er mit einer kleinen Brigantine und 80 Mann zu einer Expedition entlang der Nordwestküste des heutigen Kolumbiens auf. Die Fahrt war wenig erfolgreich: Die Expedition litt unter Nahrungsmangel, viele Spanier verhungerten. Man geriet in Kämpfe mit feindseligen Indianern, bei denen weitere Spanier das Leben verloren und Pizarro mehrfach verwundet wurde, ohne dass man die erhofften Reichtümer fand. Almagro, der in einem zweiten Schiff folgte, geriet gleichfalls in Kämpfe und verlor dabei ein Auge.

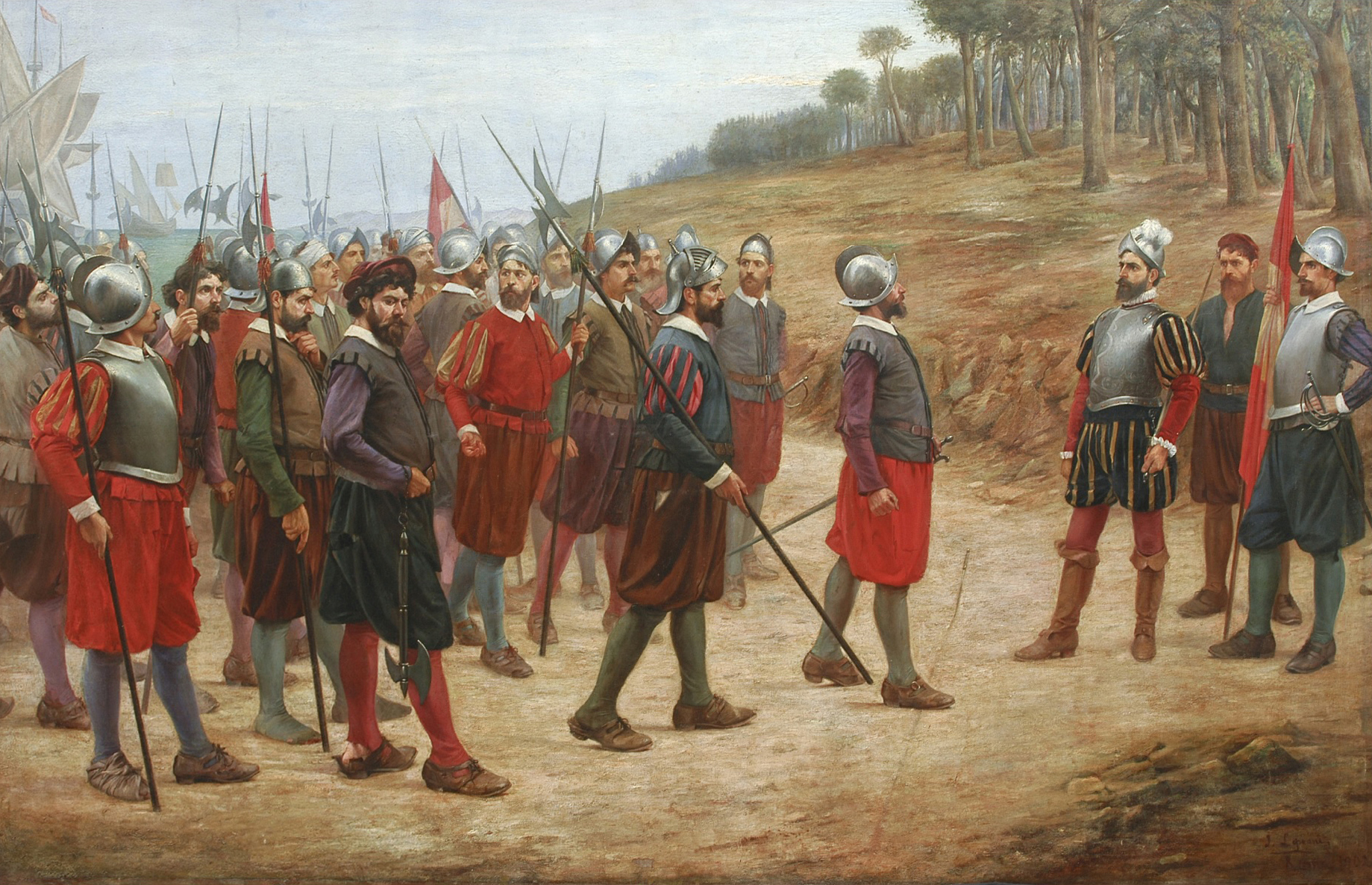
Los Trece de la Isla del Gallo (Ölgemälde von Juan Lepiani, 1902; Museo Nacional de Arqueología Antropología e Historia del Perú in Lima)

Nur sehr ungern genehmigte Panamas Gouverneur Pedrarias Dávila eine zweite Expedition, zu der Pizarro und Almagro Anfang des Jahres 1526 aufbrachen. Die Expedition verlief ähnlich wie die erste mit Kämpfen, Hunger und Krankheit, bei der über hundert Spanier umkamen. Nachdem die Reise über ein Jahr gedauert hatte, beschloss man im Mai 1527, dass Pizarro mit einem großen Teil der Männer auf der Hahneninsel⊙ in der Bucht von Tumaco warten sollte, während Almagro in Panama Nachschub besorgen sollte. Der neue Gouverneur von Panama, Pedro de los Ríos, wollte jedoch keinen weiteren Aderlass seiner Kolonie und entsandte Kapitän Juan Tafur zur Hahneninsel mit dem Befehl, alle Männer zurückzuholen. Als Tafur im August auf der Hahneninsel ankam, wurde er freudig als Retter begrüßt. Pizarro jedoch weigerte sich, geschlagen umzukehren, und überzeugte zwölf weitere Männer, seinem Beispiel zu folgen. Diese wurden später unter den Bezeichnungen „Dreizehn von der Hahneninsel“ (trece de gallo) und „Ruhmreiche Dreizehn“ (trece de la fama) bekannt.
Die Dreizehn harrten weitere sieben Monate aus – zunächst auf der Hahneninsel und dann auf der weiter im Meer und damit geschützter gelegenen Insel Gorgona. Schließlich erschien Almagro und brachte Verstärkung – der Gouverneur hatte erlaubt, die Expedition noch sechs Monate fortzusetzen. Die weitere Fahrt nach Süden war nun endlich erfolgreicher. Man erreichte Tumbes, im Norden des heutigen Peru, das schon am Rand des Inkareiches lag, und wurde dort freundlich empfangen. Man tauschte Geschenke aus, und mit Gold, Lamas und zwei indianischen Übersetzern kehrten sie nach Panama zurück.

### Capitulación von Toledo
Um nicht weiter vom Gouverneur Panamas abhängig zu sein, reiste Pizarro nach Spanien weiter – über ein Vierteljahrhundert nachdem er Europa verlassen hatte – um sein Anliegen dem König vorzutragen. Ungefähr zeitgleich traf Hernán Cortés, der das Aztekenreich in Mexiko erobert hatte, am Königshof ein. Von Pizarros bisherigen Resultaten beeindruckt und möglicherweise auch unter dem Eindruck von Cortés’ Erfolgen, ernannte ihn König Karl I. von Spanien am 26. Juli 1529 zum Generalkapitän von „Neukastilien“, dem Land ungefähr zwischen 1° 20’ N (Breite von Quito) und 10° S (nördlich des heutigen Lima) – die Ausrüstung seiner Mannschaft auf Pizarros eigene Kosten vorausgesetzt – und erteilte ihm durch eine Capitulación die Erlaubnis zum Feldzug. Pizarro reiste in die heimatliche Extremadura und rekrutierte Männer, unter anderem kamen seine vier Halbbrüder väter- und mütterlicherseits mit ihm.

### Fahrt nach Peru
Im Januar 1531 führte Pizarro eine über zweihundert Mann starke Expedition, zunächst mit Schiffen, an der Pazifikküste entlang. Im Norden des heutigen Ecuador ging er an Land. Nach monatelangen verlustreichen Märschen durch tropischen Dschungel erreichte er im April 1532 Tumbes. Die Stadt war vom Bürgerkrieg verwüstet. Weiter südlich gründete er im August des Folgejahres San Miguel de Tangarará (das später einige Kilometer nach Süden verlegt wurde und heute Piura heißt), die erste spanische Stadt auf dem Gebiet des heutigen Peru.
Im September machte er sich mit seinen Leuten weiter nach Süden auf. Nach Durchqueren der Sechura-Wüste drangen die spanischen Eroberer mit ihrer einfachen Ausrüstung in die mehrere tausend Meter hohen Anden, das Kernland des Inkareichs vor. Auf ihrem Weg wurden sie beobachtet und immer wieder von Boten des Inkaherrschers besucht.

### Schlacht von Cajamarca

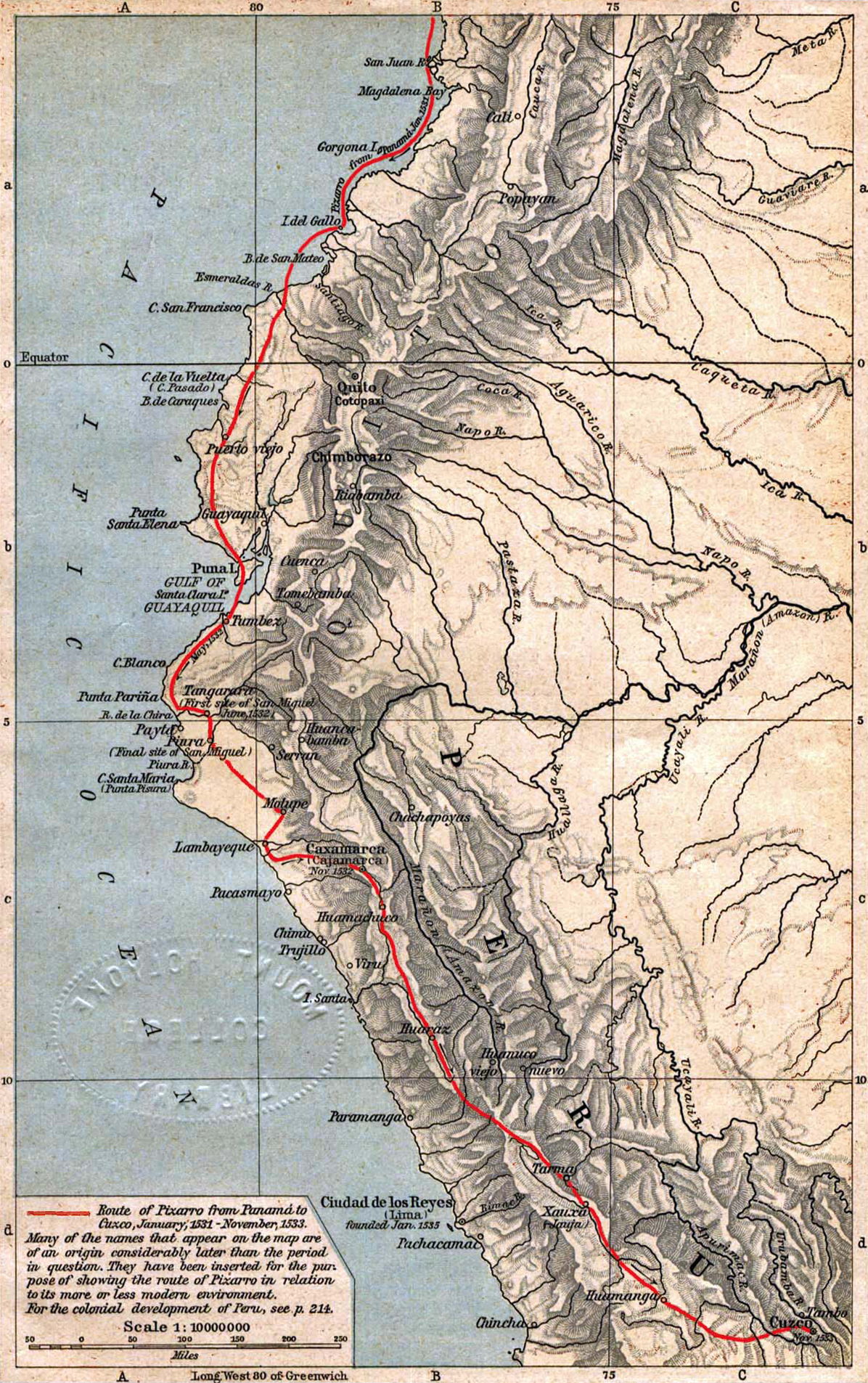
Pizarros Zug nach Cajamarca und Cusco 1531–1533

Am 15. November 1532 traf Pizarro mit rund 170 spanischen Soldaten bei Cajamarca ein, das 1000 km Luftlinie von Cusco entfernt liegt, der damaligen Hauptstadt des Inka-Imperiums. Vor der Stadt residierte Atahualpa, der den blutigen Bürgerkrieg gegen seinen Bruder Huáscar gewonnen hatte und dadurch unangefochtener Inkaherrscher geworden war. Atahualpa war mit – je nach Quelle – 20.000 bis 80.000 Kriegern auf dem Weg in die von seinen Generälen eroberte Hauptstadt. Pizarros Gefolgsmann de Soto und Hernando Pizarro statteten Atahualpa einen ersten Besuch ab. Der Empfang war eher frostig, aber Atahualpa sagte zu, die Spanier in Cajamarca aufzusuchen.
Am folgenden Tag zog der Inka mit großem Aufgebot (etwa 4000 bis 5000 Mann) vor die Mauern Cajamarcas und kam mit einem kleineren Gefolge in die Stadt. Dort schnappte ein von Pizarro vorbereiteter Hinterhalt zu: Der Dominikaner Vicente de Valverde trat mit einer Bibel und einem Kreuz in der Hand vor Atahualpa und begann einen Vortrag über die christliche Religion. Als Atahualpa den Priester ungehalten unterbrach und fragte, woher das Wort Gottes komme, reichte Valverde ihm die Bibel. Da Atahualpa mit der Schrift nichts anfangen konnte, warf er die Bibel zornig zu Boden und erklärte, dass sie Diebe seien. Daraufhin gab Pizarro das Signal zum Angriff. Die Spanier schossen mit ihren zwei Kanonen und Arkebusen auf die Masse der Inka, bevor sie mit den Blankwaffen zum Angriff übergingen und ein Gemetzel anrichteten. Pizarro persönlich nahm Atahualpa gefangen. Bei alledem wurden nur zwei spanische Soldaten verletzt.
In der Folge bot Atahualpa Pizarro ein enormes Lösegeld an (ein Raum musste mit Gold, ein weiterer zweimal mit Silber gefüllt werden), das in den folgenden Monaten nach Cajamarca gebracht wurde. Dennoch wurde Atahualpa wegen eines angeblichen Aufstands zum Tode verurteilt und am 23. Juli 1533 in Cajamarca mit der Garotte erdrosselt.

### In Cusco
Gemeinsam mit Almagro, der mit Verstärkung nach Cajamarca gekommen war, und unterstützt von lokalen Stämmen nahm Pizarro am 15. November 1533 die Hauptstadt Cusco ein. Pizarro gelang es, die herrschende Inkakaste für seine Zwecke einzusetzen. An Stelle von Atahualpa setzte er als neuen Inka-Herrscher Manco Cápac II. ein.

### Gründung Limas
Im Januar 1535 gründete Pizarro in Küstennähe die neue Hauptstadt Ciudad de los Reyes, die später in Lima umbenannt wurde. Sie war von Panama weitaus leichter zu erreichen als das im Hochland gelegene Cusco.
Manco Cápac II. kündigte jedoch sein Bündnis mit Pizarro, belagerte Cusco (1535/1536) und griff Francisco Pizarro in Lima an. Pizarro gelang es, Hilfe aus der Karibik und Mittelamerika zu organisieren, und mit Mühe konnte der Inka-Aufstand niedergeschlagen werden.

### Bürgerkrieg

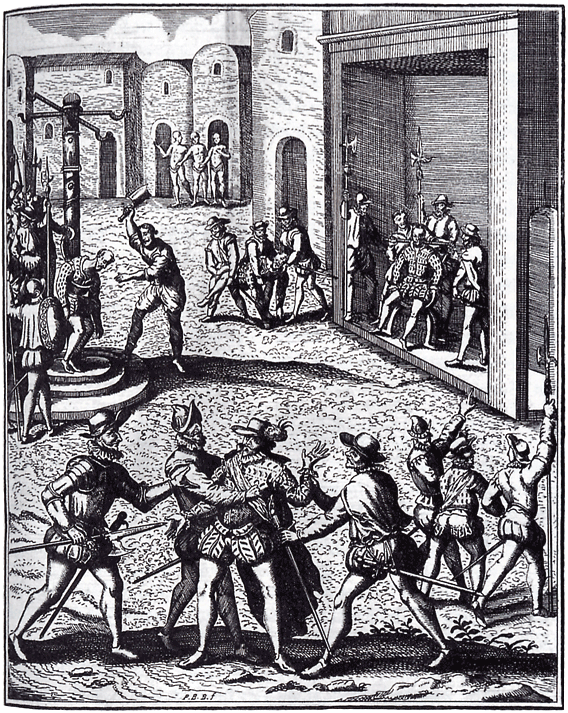
Gefangennahme und Hinrichtung Diego de Almagros (Kupferstich, um 1600)

Almagro fühlte sich von den Pizarro-Brüdern hintergangen. Schon mit der Capitulación von Toledo war er mit dem Posten des Gouverneurs von Tumbes abgespeist worden. Nach der Gefangennahme Atahualpas hatte Hernando Pizarro beim König erreicht, dass das „Gouvernement Neukastilien“ seines Bruders Francisco weiter ausgedehnt wurde. Zum Ausgleich sollte Almagro das  weiter südlich gelegene „Gouvernement Neutoledo“ erhalten. Almagro beanspruchte daraufhin Cusco für sich – ob zu Recht, war aufgrund der ungenauen Vermessung nicht klar. Francisco Pizarro hatte Almagro zum Ausgleich die Herrschaft über die noch unbekannte Gegend im Süden offeriert. Im Jahr 1535 hatte sich Almagro deswegen zur Eroberung weiterer Landesteile in Richtung des heutigen Chile aufgemacht, kehrte aber zwei Jahre später enttäuscht zurück. Nach verlustreichem Marsch durch Hochland und Wüste hatte man keine Reichtümer im Süden gefunden.
Almagro besetzte nun Cusco, das gerade die Belagerung überstanden hatte. Weitere Verhandlungen brachten keine Lösung, und so kam es im Jahr 1538 zur Schlacht von Las Salinas mit Pizarros Anhängern, bei der Almagro unterlag und von Hernando Pizarro gefangen genommen wurde. Hernando Pizarro ließ ihn in Cusco hinrichten, während Francisco Pizarro über zwei Monate in Jauja zubrachte, anscheinend um nicht in die Entscheidung über Almagros Schicksal unmittelbar verwickelt zu werden.

### Tod

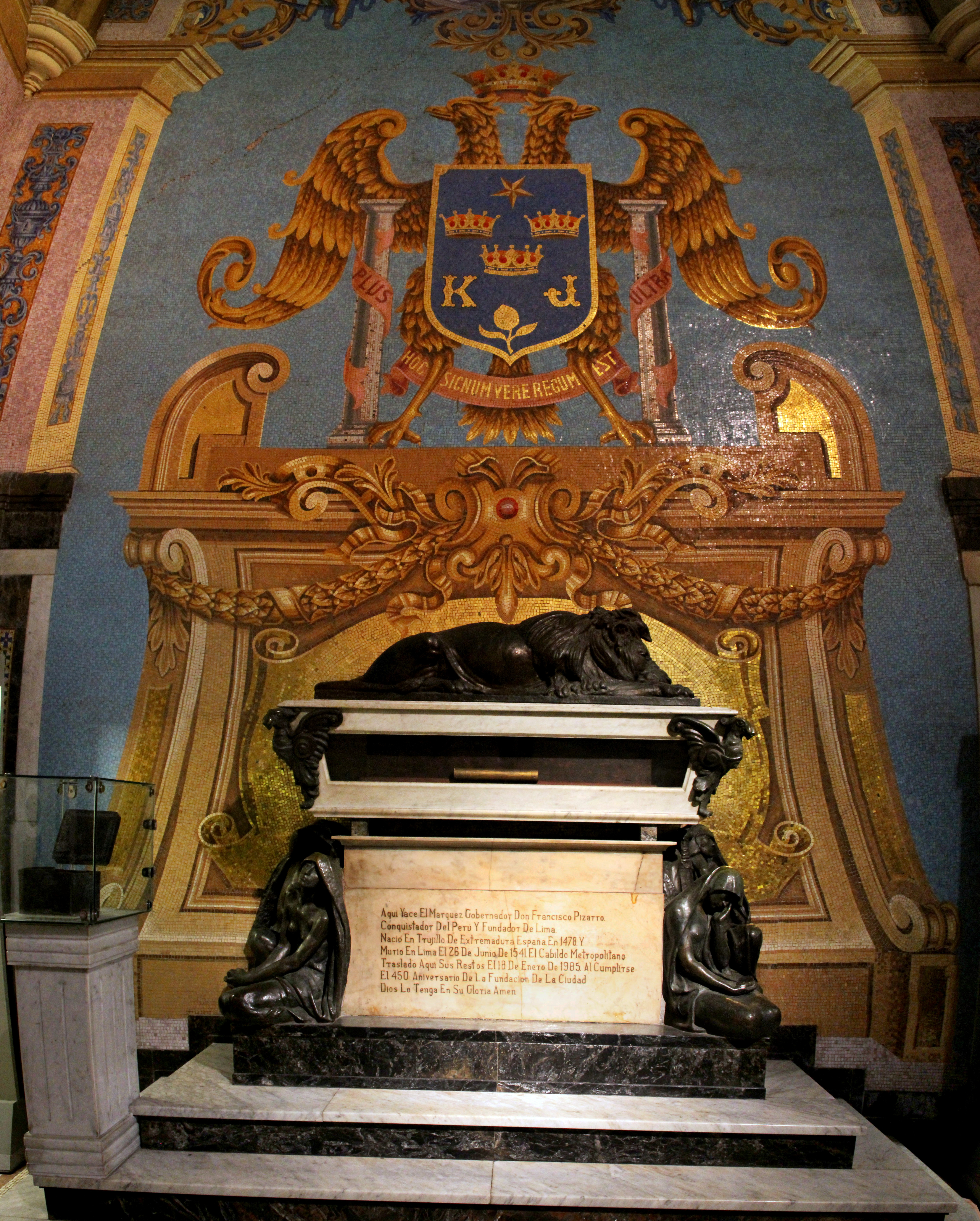
Pizarros Grab in Lima

Am 26. Juni 1541 stürmten Anhänger Almagros, angeführt von Juan de Rada, Francisco Pizarros Palast in Lima und ermordeten ihn. Mit ihm starb sein Halbbruder Martín de Alcántara. Die Mörder riefen Almagros gleichnamigen Sohn Diego zum neuen Gouverneur aus. Aber wenige Monate später traf der königliche Sondergesandte Cristóbal Vaca de Castro ein und besiegte den jungen Diego und seine Anhänger in der Schlacht von Chupas. Im Jahr 1542 wurde das Vizekönigreich Peru gegründet mit Blasco Núñez de Vela als erstem Vizekönig.
Heute ist Francisco Pizarros mumifizierter Leichnam in Lima in der Kathedrale von Lima zu betrachten. Eine Statue von ihm sowie die von Atahualpa stehen an der Fassade des Königspalastes in Madrid, daneben diejenigen von Hernán Cortés und Moctezuma II.

## Nachkommen
In Cajamarca hatte Atahualpa Pizarro seine Halbschwester Quispe Sisa zur Frau angeboten. Quispe Sisa, die von den Spaniern Doña Inés Huaylas Yupanqui genannt wurde, wurde seine Geliebte und bekam zwei Kinder von ihm: Francisca (1534–1598), die später ihren Onkel Hernando Pizarro heiratete, und Gonzalo (1535–1544). Francisco Pizarro war überglücklich über die Geburt seiner Tochter. Sie wurde feierlich in Jauja getauft, drei Spanierinnen wurden ihre Patinnen, und Pizarro erreichte, dass seine uneheliche Tochter durch ein königliches Dekret legitimiert wurde. Inés heiratete im Jahr 1538 Francisco de Ampuero.
Anschließend war Pizarro mit der Inkaprinzessin Cuxirimay Ocllo (genannt Angelina) liiert. Mit ihr hatte er zwei Söhne: Francisco (1539–1557) und Juan (1541–1551). Angelina heiratete im Jahr 1544 den späteren Chronisten Juan de Betanzos.

## Rezeptionsgeschichte

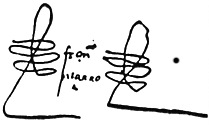
Da Pizarro wie viele seiner Zeitgenossen nicht schreiben konnte, bediente er sich als Unterschrift der Schnörkel („rubrica“) links und rechts seines Namens. Den Namen selbst setzte dann ein Schreiber dazwischen.

Francisco Pizarro war ein rücksichtsloser Machtmensch. Er ging tapfer, entschlossen und zielstrebig vor. Bemerkenswert ist, dass er im schon fortgeschrittenen Alter nicht die Früchte seiner Anstrengungen in Panama genoss, sondern jahrelang Gefahren und Entbehrungen bei der Erkundung und Eroberung des Inkareichs auf sich nahm. Unbestritten sind seine Führungsqualitäten, auch in schier aussichtsloser Lage. Er galt als schweigsam und unnahbar. Seine engsten Vertrauten waren seine eigenen Brüder. Ihm wird vorgeworfen, seinen Partner Almagro übervorteilt zu haben.
Die Niederwerfung eines Reiches von sechs Millionen indianischen Einwohnern mit nur etwa 200 Männern war nur möglich, weil das scheinbar so gut organisierte Reich innerlich nicht gefestigt war: In nur 100 Jahren war aus einem kleinen Staat ein riesiges Reich geworden, das sich vom heutigen Ecuador bis nach Nord-Chile und Nord-Argentinien erstreckte. Stämme und Völker innerhalb des Inkareiches, wie die Kañari, erhofften sich durch ihre massive Unterstützung der Spanier die Befreiung vom Inka-Joch. Das Reich war zudem durch von den Europäern eingeschleppte Seuchen und durch den Bürgerkrieg geschwächt: In der Hauptstadt Cusco hatten die Truppen aus dem Norden gewütet, und auch hier hielten viele die Spanier zunächst für Befreier. Ähnlich wie Cortés in Mexiko schaffte es Pizarro, die vorgefundene schwierige innenpolitische Lage des Inkareiches und die Konflikte des Vielvölkerstaats zu seinen Gunsten zu manipulieren. Mit der Eroberung des Inkareiches stellte er die Weichen für die Kolonisierung großer südamerikanischer Gebiete durch Spanien.